# Polygrapta
Polygrapta là một chi bướm đêm thuộc họ Erebidae.